# Indre Fosen
Indre Fosen è un comune norvegese della contea di Trøndelag.